# Vitača
Vitača (srbská cyrilice: Витача) byla bosenská královna choť jako první manželka krále Štěpána Ostoje Bosenského.
Vitača se provdala za Ostoju, nemanželského syna krále Tvrtka I. Bosenského, ještě před jeho nástupem na bosenský trůn. Ostoja se hlásil k bosenské církvi a ona s největší pravděpodobností také. Není známo, zda měli nějaké děti.
Vitača se stala královnou, když byl její manžel v roce 1399 zvolen nástupcem Jeleny Gruby. Nebyla však příbuznou mocné bosenské šlechty, vlastně mohla být prostou ženou z lidu. Ostoja se s ní rozvedl, ať už z vlastní vůle, nebo kvůli tlaku na uzavření užitečného politického sňatku. Mohl tak učinit, protože na rozdíl od římskokatolické církve bosenská církev povolovala rozvod.
Ačkoli ji Ostoja v dopise, který napsal lidu Dubrovníku z února 1399, zmiňoval jako svou manželku, v září 1399 už ji Ragusané označovali za zavrženou manželku bosenského krále. Ragusané si s bývalou královnou ještě nějakou dobu po jejím rozvodu dopisovali.
Po rozvodu s Vitačou se Ostoja oženil s Kujavou Radinović, se kterou se rozvedl o šestnáct let později.